# Окуджава, Булат Шалвович
Була́т Ша́лвович Окуджа́ва (в крещении Иоанн; 9 мая 1924, Москва, СССР — 12 июня 1997, Кламар, Франция) — советский и российский поэт, прозаик, сценарист, певец, бард, композитор. Лауреат Государственной премии СССР (1991). Член Союза писателей СССР (1962—1991) и КПСС (1956—1989). Участник Великой Отечественной войны.
Окуджава является автором около двухсот авторских и эстрадных песен, а также одним из наиболее ярких представителей жанра авторской песни в 1960—1980-е годы.

## Биография

### Детство и юность
Родился в Москве 9 мая 1924 года, в семье большевиков, приехавших из Тифлиса (Тбилиси) для партийной учёбы в Коммунистической академии. Отец — Шалва Степанович Окуджава, партийный деятель; мать — Ашхен Степановна Налбандян, армянка, родственница армянского поэта Ваана Терьяна. Дядя Владимир Окуджава — анархист-террорист, бежавший из Российской империи после неудавшейся попытки покушения на губернатора Кутаиси; позднее фигурировал в списках пассажиров пломбированного вагона, доставившего Ленина, Зиновьева и других революционных лидеров из Швейцарии в Россию в апреле 1917 года.
Прадеда по отцовской линии звали Павел Перемушев. Он приехал в Грузию в середине XIX века, прежде отслужив 25 лет в нижних чинах и получив за это земельный надел в Кутаиси. «Кто он был — то ли исконный русак, то ли мордвин, то ли еврей из кантонистов — сведений не сохранилось, дагеротипов тоже». Работал портным, был женат на грузинке Саломее Медзмариашвили. В браке родились три дочери. Старшая из них — Елизавета — вышла замуж за Степана Окуджаву, писаря, с которым у неё было восемь детей, в том числе и Шалва Степанович.
Вскоре после рождения Булата его отец был направлен в Грузию на партийную работу. Мать же осталась в Москве, работала в партийном аппарате. На учёбу Булат был отправлен в Тифлис, учился в русском классе в 43-й тбилисской средней школе.
Отец был повышен до секретаря Тифлисского горкома. Из-за конфликта с Берией он обратился с просьбой к Орджоникидзе направить его на партийную работу в Россию и был переведён на Урал парторгом на строительство вагоностроительного завода в Нижнем Тагиле. Затем он стал 1-м секретарём Нижнетагильского горкома партии и вскоре выписал семью к себе на Урал. Булат также туда приехал и начал учиться в школе № 32.
В 1937 году отец Окуджавы был арестован в связи с троцкистским делом на Уралвагонстрое. Арестованный директор завода Л. М. Марьясин дал показания, что в августе 1934 года он и Окуджава во время приезда наркома тяжёлой промышленности Орджоникидзе на Уралвагонстрой пытались организовать на него покушение.
4 августа 1937 года Ш. С. Окуджава был расстрелян, два его брата также были расстреляны как сторонники Троцкого.
Вскоре после ареста отца, в феврале 1937 года, мать, бабушка и Булат переехали в Москву. Первое место жительства в Москве — улица Арбат, дом 43, кв. 12, коммунальная квартира на четвёртом этаже.
Мать Окуджавы была арестована в Москве в 1938 году и сослана в Карлаг, откуда вернулась в 1947 году. Сестра отца Ольга Окуджава (супруга поэта Галактиона Табидзе) была расстреляна под Орлом в 1941 году.
В 1940 году Булат Окуджава переехал к родственникам в Тбилиси. Учился, потом работал на заводе учеником токаря.

### Великая Отечественная война
В апреле 1942 года Булат Окуджава добивался досрочного призыва в армию. Был призван после достижения восемнадцатилетия в августе 1942 года и направлен в 10-й отдельный запасной миномётный дивизион.
После двух месяцев подготовки с октября 1942 года на Закавказском фронте стал миномётчиком в кавалерийском полку 5-го гвардейского Донского кавалерийского казачьего корпуса. 16 декабря 1942 года под Моздоком был ранен.
После госпиталя в действующую армию не вернулся. С января 1943 года служил в 124-м стрелковом запасном полку в Батуми и позже радистом в 126-й гаубичной артиллерийской бригаде большой мощности Закавказского фронта, прикрывавшей в этот период границу с Турцией и Ираном.
Демобилизован в марте 1944 года в звании гвардии красноармейца. Был награждён медалями «За оборону Кавказа» и «За победу над Германией», в 1985 году — орденом Отечественной войны I степени (юбилейный выпуск).

### Работа учителем

Окуджава в 1944 году

После демобилизации вернулся в Тбилиси. 20 июня 1944 года получил аттестат о среднем образовании (по другим данным, окончил школу в 1941 году). В 1945 году поступил на филологический факультет Тбилисского университета.
Получив в 1950 году диплом, два с половиной года работал учителем в деревне Шамордино Калужской области, на педагогическую работу в школы калужских сел Шамордино и Высокиничи Булата Окуджаву направили по окончании Тбилисского государственного университета.
Также с февраля 1952 года до конца 1953 года Окуджава работал учителем русского языка и литературы в калужской школе № 5. Впечатления этого периода жизни позже легли в основу его рассказов.
Булат Окуджава несколько раз приезжал в калужскую школу, передал в дар школьному музею книги, грампластинки с записью своих песен.

### Поэт, бард
Первая песня Окуджавы «Нам в холодных теплушках не спа́лось» (1943) относится к периоду службы в артиллерийской бригаде, текст песни не сохранился. Вторая, «Неистов и упрям» («Гори, огонь, гори»), была написана в 1946 году. Стихи Окуджавы впервые появились в гарнизонной газете Закавказского фронта «Боец РККА» (позднее — «Ленинское знамя»), сначала под псевдонимом А. Долженов.
Работая в Калужской области, Окуджава сотрудничал с газетой «Молодой ленинец». В 1956 году выпустил свой первый сборник «Лирика».
В 1956 году, после реабилитации обоих родителей и XX съезда КПСС, Окуджава вступил в партию. В том же году переехал в Москву и начал выступать со своими песнями, быстро завоёвывая популярность. К этому периоду (1956—1967) относится сочинение многих известных песен Окуджавы: «На Тверском бульваре», «Песенка о Лёньке Королёве», «Песенка о голубом шарике», «Сентиментальный марш», «Песенка о полночном троллейбусе», «Не бродяги, не пропойцы», «Московский муравей», «Песенка о комсомольской богине» и др.
В 1961 году в Харькове состоялся первый в СССР официальный вечер авторской песни Окуджавы. В 1962 году он впервые появился на экране в фильме «Цепная реакция», в котором исполнил песню «Полночный троллейбус».
В 1970 году на экраны вышел фильм «Белорусский вокзал», в котором исполнялась песня Булата Окуджавы «Нам нужна одна победа». Окуджава — автор и других популярных песен для таких кинофильмов, как «Соломенная шляпка», «Женя, Женечка и „катюша“» (Окуджава в эпизодической роли поёт под гитару) и др. В общей сложности песни Окуджавы и песни на его стихи звучат более чем в 80 фильмах.
Окуджава стал одним из самых ярких представителей жанра русской авторской песни (который с появлением магнитофонов приобрёл огромную популярность) наряду с В. C. Высоцким (он называл Б. Ш. Окуджаву своим духовным учителем), А. А. Галичем и Ю. И. Визбором. В этом жанре Окуджава сформировал своё направление.
В 1967 году, во время поездки в Париж, он записал 20 песен на студии «Le Chant du Monde» и в 1968 году на основе этих записей во Франции вышла первая пластинка песен Окуджавы — Le Soldat en Papier. В том же году в Польше вышла пластинка его песен в исполнении польских артистов, а песня «Прощание с Польшей» в нём была представлена в исполнении автора.
В связи с тем, что эмигрантское издательство «Посев» опубликовало подборку произведений Окуджавы, 1 июля 1972 года партийное бюро и партийный комитет Союза писателей высказались за исключение Окуджавы из КПСС и Союза писателей, однако до этого дело не дошло. Тем не менее, Окуджаве пришлось опубликовать в «Литературной газете» заявление о том, что он считает «абсолютно несостоятельными» любые попытки «истолковать мое творчество во враждебном для нас духе».
С середины 1970-х годов пластинки Окуджавы стали выходить и в СССР: в 1974—1975 годах была записана первая долгоиграющая пластинка (вышла в 1976 году). За ней в 1978 году последовал второй советский диск-гигант.
В середине 1980-х Окуджава записал ещё два диска-гиганта: «Песни и стихи о войне» и «Автор исполняет новые песни».
Песни Булата Окуджавы, распространяясь в магнитофонных записях, быстро завоёвывали популярность, в первую очередь среди интеллигенции: сначала в СССР, а затем и среди русской эмиграции. Песни «Возьмёмся за руки, друзья…», «Молитва Франсуа Вийона» («Пока Земля ещё вертится…») стали гимном многих слётов КСП и фестивалей.
Кроме песен на собственные стихи, Окуджава написал ряд песен на стихи польской поэтессы Агнешки Осецкой, которые сам перевёл на русский язык. Вместе с композитором Исааком Шварцем Окуджава создал 32 песни. Наиболее известные среди них: песня «Ваше благородие, госпожа Удача» (использована в известном фильме «Белое солнце пустыни»), песенка кавалергарда («Кавалергарда век недолог…») из кинофильма «Звезда пленительного счастья», романс «Любовь и разлука» из фильма «Нас венчали не в церкви», а также песни из кинофильма «Соломенная шляпка».
В 1987 году Окуджава совершает частную творческую поездку на Северный Кавказ, где встречается с некоторыми дагестанскими литераторами и общественными деятелями (Б. Гаджиевым, Ю. Агеевым, В. Макаровой).
В 1990-е годы Окуджава в основном жил на даче в Переделкино. В это время он выступал с концертами в Москве и Санкт-Петербурге, в США, Канаде, Германии и Израиле.
23 июня 1995 года состоялся его последний концерт в штаб-квартире ЮНЕСКО в Париже.
Последний поэтический сборник «Чаепитие на Арбате» вышел в 1996 году.

### Литератор

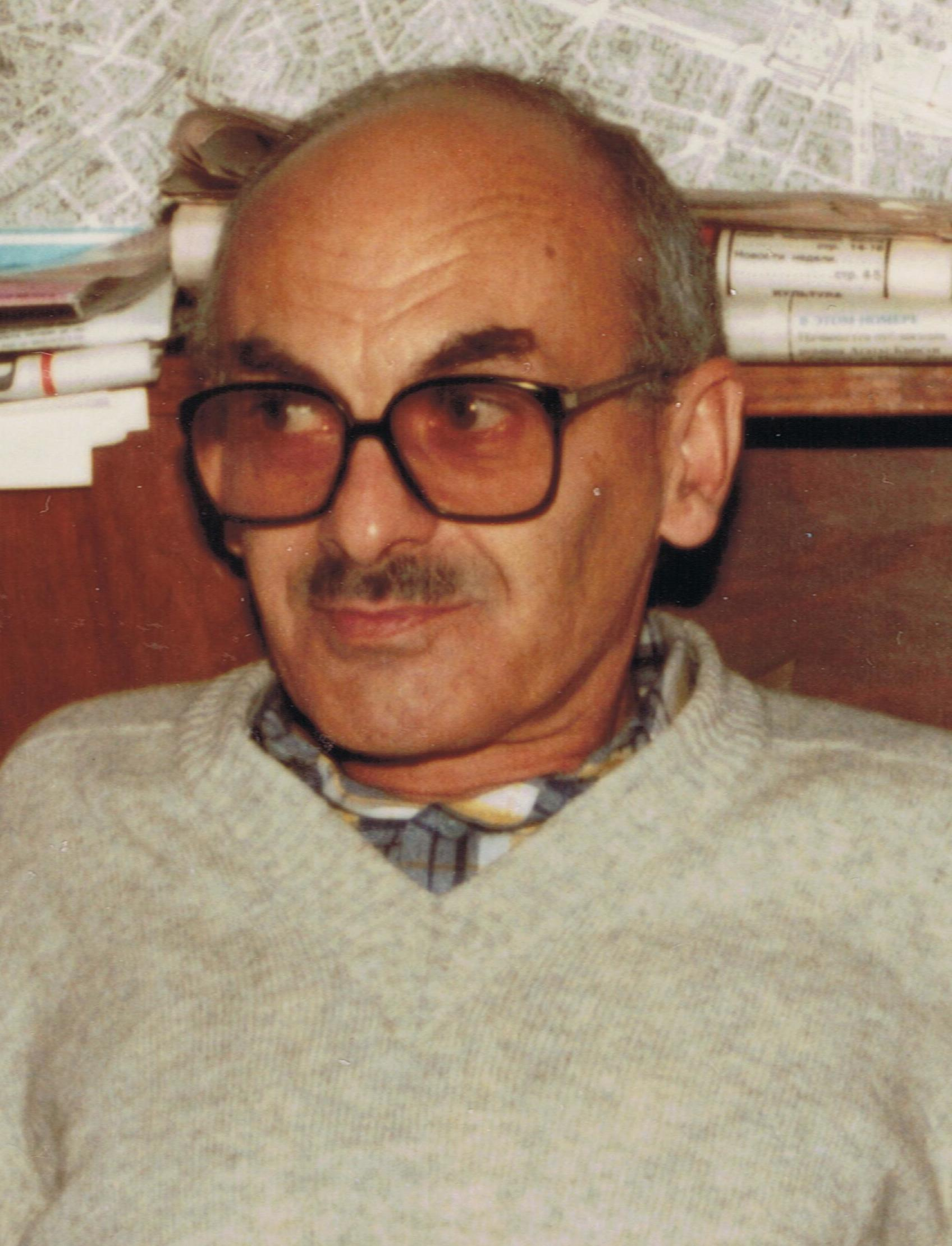
1981 год

В 1961 году в альманахе «Тарусские страницы» была опубликована автобиографическая повесть Булата Окуджавы «Будь здоров, школяр» (отдельным изданием вышла в 1987 году). Позже опубликовал повести «Бедный Авросимов» («Глоток свободы») (1969), «Похождения Шипова, или Старинный водевиль» (1971) и написанные на историческом материале начала XIX века романы «Путешествие дилетантов» (1976, 1978) и «Свидание с Бонапартом» (1983). Вышедший на Западе роман «Фотограф Жора» Окуджава считал слабым и никогда не публиковал на родине.
В первое время своей литературной работы Окуджава занимался и переводами: переводил стихи с арабского, испанского, финского, шведского языков народов соцстран и СССР, также перевёл две книги прозы. Писал для детей: повести «Фронт приходит к нам», «Прелестные приключения». Помогая опальным друзьям, опубликовал под своим именем статью Л. Копелева о докторе Гаазе и книгу стихов в переводе Ю. Даниэля. Под его именем напечатан также текст песни «Парус» (муз. Е. Глебова), написанный О. Арцимович.
В 1962 году Окуджава был принят в Союз писателей СССР. Он участвовал в работе литературного объединения «Магистраль», работал редактором в издательстве «Молодая гвардия», затем — заведующим отделом поэзии в «Литературной газете». В 1961 году уволился и больше по найму не работал, занимаясь исключительно творческой деятельностью.
Был членом учредительного совета газет «Московские новости» и «Общей газеты», членом редколлегии газеты «Вечерний клуб».
Произведения Окуджавы переведены на множество языков и изданы во многих странах мира. За границей также выходили его книги на русском языке.
В числе своих любимых писателей Булат Окуджава называл А. С. Пушкина, Э. Т. А. Гофмана и Б. Л. Пастернака.

### Общественная деятельность
С началом перестройки Булат Окуджава стал принимать активное участие в политической жизни страны, заняв активную демократическую позицию.
С 1989 года Окуджава — член-учредитель русского ПЕН-центра. В 1989 году вышел из КПСС. С 1991 года — член комиссии по помилованиям при Президенте РФ, с 1994 — член комиссии по Государственным премиям РФ. Также был членом Совета общества «Мемориал».
К Сталину и Ленину относился отрицательно.
Ну что, генералиссимус прекрасный?
Твои клешни сегодня безопасны —
опасен силуэт твой с низким лбом.
Я счёта не веду былым потерям,
но, пусть в своём возмездьи и умерен,
я не прощаю, помня о былом.Б. Окуджава, 1981
В интервью журналу «Столица» в 1992 году Окуджава говорил: «Взять наши споры с мамой, которая, несмотря на то, что 9 (в оригинале ошибочно написано „19“) лет провела в лагерях, оставалась убеждённой большевичкой-ленинкой. Что ж, и я сам какое-то время считал, что это Сталин всё испортил<…> Мы по-прежнему не умеем уважать человеческую личность, не умеем видеть в ней высшую ценность жизни, и пока все это не будет у нас в крови, ничего не изменится, психология большевизма будет и дальше губить нас и наших детей». В интервью «Новой газете» высказывал идею о сходстве фашистского и сталинского режимов.
В октябре 1993 года подпись Окуджавы появилась под «письмом 42» с требованием запрета «коммунистических и националистических партий, фронтов и объединений», признания нелегитимным Съезда народных депутатов и Верховного Совета, суда над сторонниками разогнанного Верховного Совета. Поэт Андрей Дементьев отрицал подписание данного письма Окуджавой. Однако, по другим данным, Окуджава подтвердил подлинность своей подписи и в дальнейшем сожалел о ней, сказав «бес попутал».
Негативно высказался о лидерах сторонников Верховного Совета (Хасбулатове, Макашове, Руцком) в интервью газете «Подмосковные известия» от 11 декабря 1993 года.
Осуждал войну в Чечне. В июле 1995 года, уже после теракта в Будённовске, во время интервью радиостанции «Свобода» Окуджава заявил: «Когда-нибудь ему (Шамилю Басаеву) поставят большой памятник. Потому что он единственный пока, кто смог остановить эту бойню». В январе 1996 года был среди деятелей культуры и науки, призвавших российские власти остановить войну в Чечне и перейти к переговорному процессу.

### Хобби
В молодости увлечением Булата была деревянная скульптура. Из причудливых корней деревьев он делал фигурки людей - музыкантов, клоунов и т. п. Дарил их друзьям, целая полка таких фигурок стояла у него на даче в Шереметьевском, где они жили с мамой. Болел за московский «Спартак». 

### Болезнь и смерть
В 1990 году в США перенёс операцию на сердце. В 1997 году во время поездки по Франции заболел гриппом, на почве которого развились осложнения. 12 июня 1997 года скончался на 74-м году жизни в военном госпитале пригорода Парижа Кламар.
Перед самой смертью был крещён с именем Иоанн в память о святом мученике Иоанне Воине. Это произошло в Париже по благословению отца Иоанна (Крестьянкина). Похоронен на Ваганьковском кладбище Москвы (участок № 24, за колумбарием). На могиле был установлен памятник — каменная глыба с именем поэта работы скульптора Георгия Франгуляна.

## Гитара

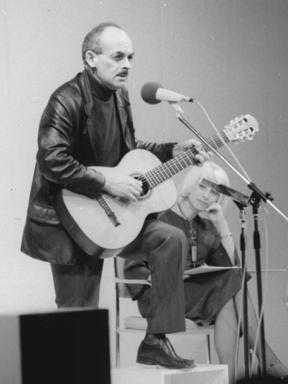
Окуджава в 1976 году

Булат Окуджава играл на семиструнной гитаре с цыганским мажорным строем (5-я струна «До»), но позже переложил этот же строй на классическую шестиструнную гитару, избавившись от 4-й струны «Ре».

## Семья
- Отец — Шалва Степанович Окуджава, партийный работник.
- Мать — Ашхен Степановна Налбандян (1903 – 1982), экономист, родственница армянского поэта Ваана Терьяна и двоюродная сестра художника Дмитрия Налбандяна. С 1939 по 1946 годы в заключении в Карлаге, с 1949 по 1954 в ссылке в селе Большой Улуй, Красноярский край[41][42].
- Брат Виктор (1934—2003). По профессии математик. В конце жизни работал экскурсоводом в филиале театрального музея. Личная жизнь и отношения с Булатом не сложились. Дмитрий Быков пишет: «В биографии младшего брата слишком много свидетельств замкнутости, вспыльчивости, мнительности, далеко выходящих за рамки обычной обидчивости; кажется, здесь как раз тот случай, когда болезнь следует называть болезнью, снимая тем самым с человека ответственность за его изломанную судьбу»[43].
- Первая жена — Галина Васильевна Смольянинова (1926—1965)[44]. Умерла от сердечной недостаточности на глазах 11-летнего сына (бригада "скорой" опоздала) через год после ухода Булата ко второй жене. Хотя супруги на тот момент уже не жили вместе, они продолжали встречаться, поддерживали дружеские отношения. Вместе ходили в гости, в том числе к академику Арцимовичу, где Булат и познакомился с Ольгой[45][46].
  - Сын — Игорь Окуджава (2 января 1954 — 11 января 1997)[47] Пристрастился к наркотикам, умер за полгода до смерти отца глубоко больным человеком с разрушенной психикой[45].
  - Дочь — умерла в раннем младенчестве.
- Вторая жена — Ольга Владимировна Окуджава (урождённая Арцимович) (род. 10 июля 1938 г.), дочь поэта Лебедева-Шмидтгоф (автора песни «Эх, хорошо в стране Советской жить!»), племянница Льва Арцимовича.
  - Сын — Булат (Антон) Булатович Окуджава (род. 1964), музыкант, композитор[14]. Реплика сына об отце: «Он был бы величайшим шансонье. Ему стихи помешали»[48].

## Признание

### Награды
- Орден Отечественной войны I степени (юбилейный выпуск) (1985).
- Орден Дружбы народов (1984).
- Медаль Жукова (1996).
- Медаль «За оборону Кавказа» (1944).
- Медаль «За победу над Германией в Великой Отечественной войне 1941—1945 гг.» (1945).
- Медаль «Двадцать лет Победы в Великой Отечественной войне 1941—1945 гг.» (1965).
- Медаль «Тридцать лет Победы в Великой Отечественной войне 1941—1945 гг.» (1975).
- Медаль «Сорок лет Победы в Великой Отечественной войне 1941—1945 гг.» (1985).
- Медаль «50 лет Победы в Великой Отечественной войне 1941—1945 гг.» (1995).
- Медаль «50 лет Вооружённых Сил СССР» (1968).
- Медаль «60 лет Вооружённых Сил СССР» (1977).
- Медаль «70 лет Вооружённых Сил СССР» (1988).
- Почётная медаль Правления Советского фонда мира[16][нет в источнике].

### Премии, почётные звания
- Первая премия и приз «Золотой венец», Югославия (1967).
- Приз «Золотая гитара» на фестивале в Сан-Ремо, Италия (1985).
- Почётная степень доктора гуманитарных наук Норвичского университета, США (1990).
- Премия «Пеньо Пенев», Болгария (1990).
- Премия «За мужество в литературе» им. А. Д. Сахарова независимой писательской ассоциации «Апрель» (1991).
- Государственная премия СССР (1991)[7] — за сборник стихотворений «Посвящается Вам» (1988).
- Премия «Русский Букер» (1994) — за автобиографический роман «Упразднённый театр»[18].
- Почётный гражданин Калуги (1996)[16][нет в источнике].

## Память

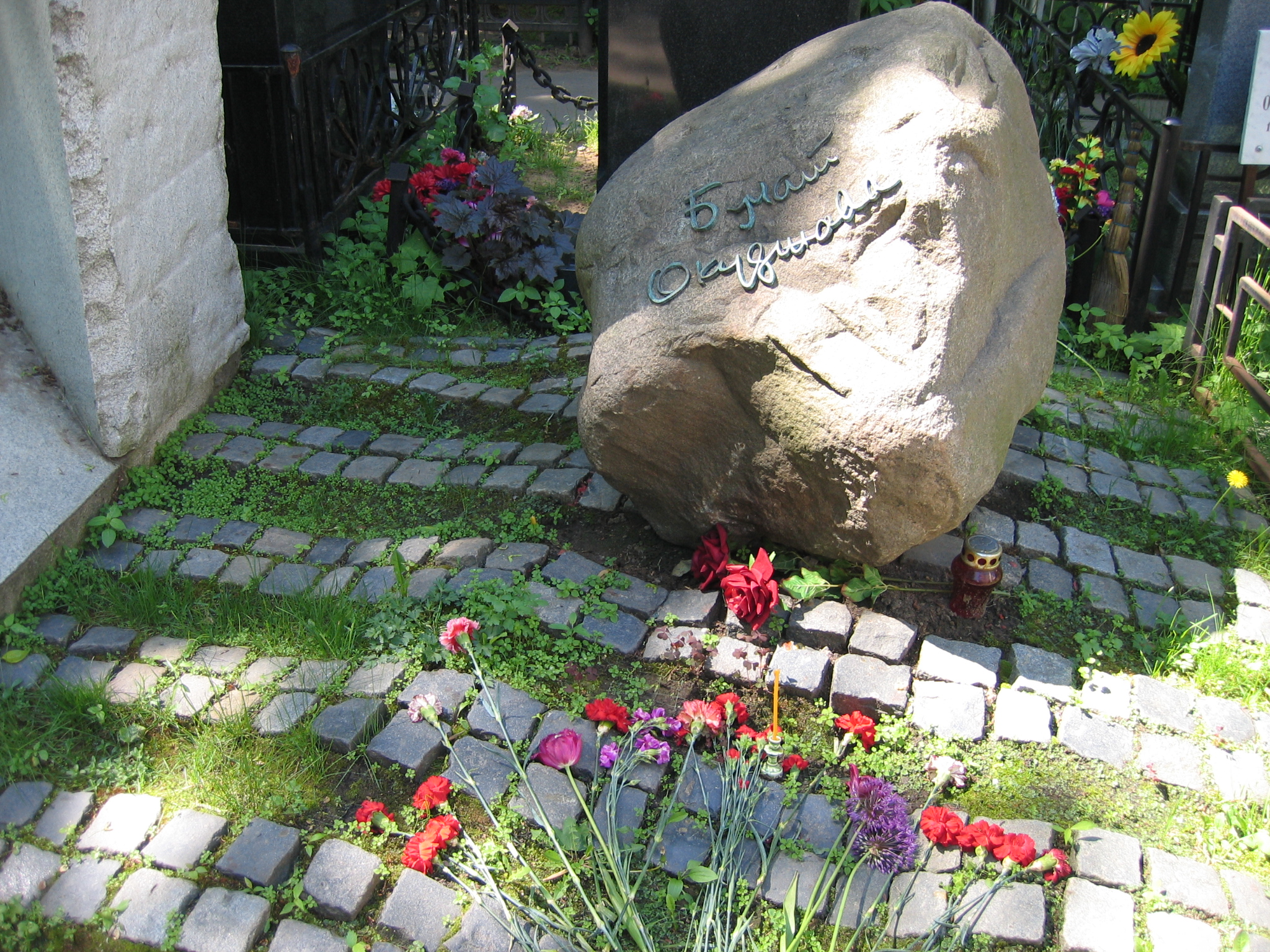
Могила Булата Окуджавы на Ваганьковском кладбище Москвы

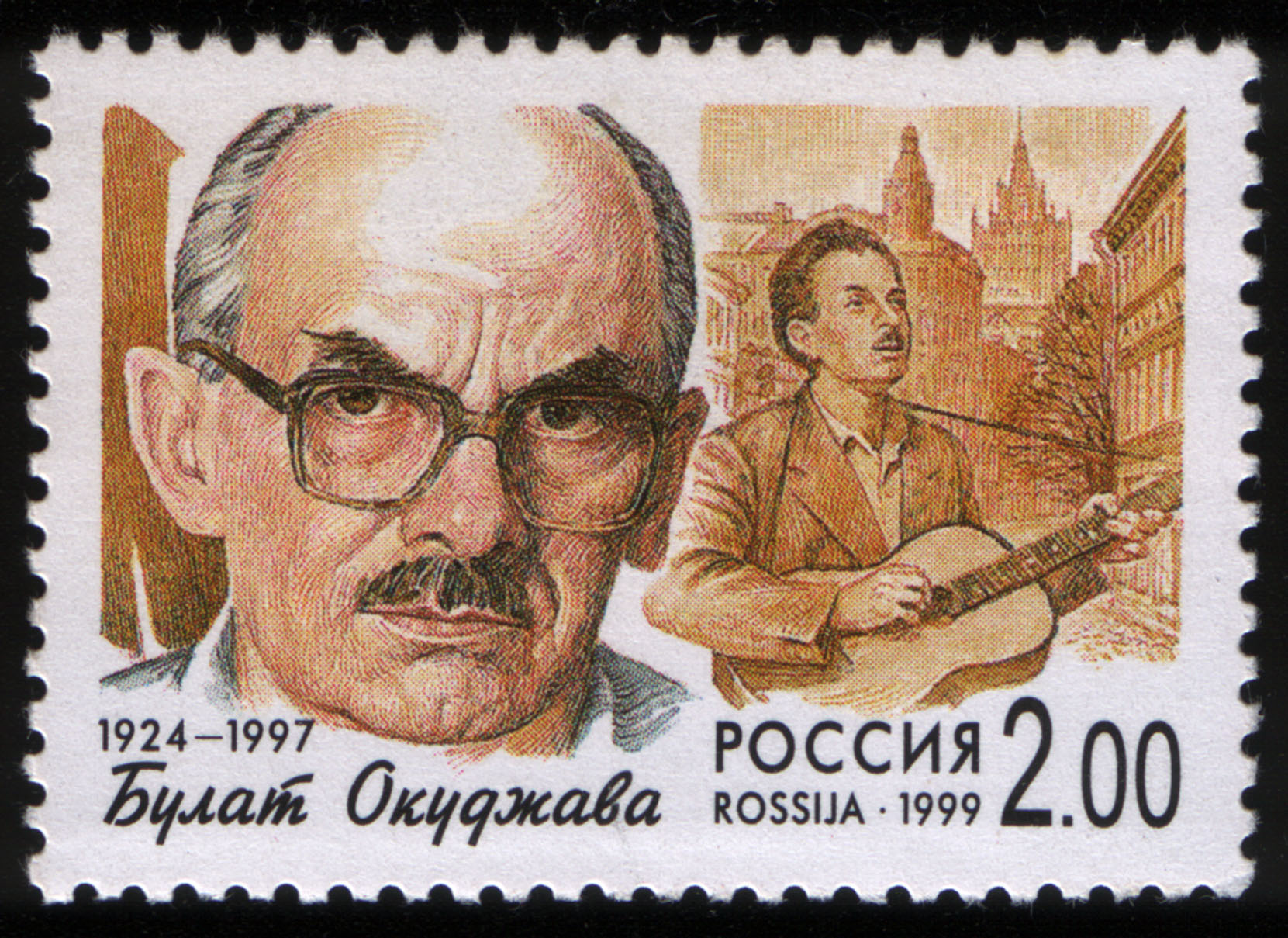
Почтовая марка России из серии «Популярные певцы российской эстрады», посвящённая Булату Окуджаве, 1999, 2 рубля (ИТЦ 539, Скотт 6546). Входит в Марочный лист 1999 года «Певцы России» (фото)

- Имя Окуджавы присвоено 7 сентября 1987 года астероиду № 3149[49], открытому 22 сентября 1981 чешским астрономом Зденькой Вавровой в обсерватории Клеть.
- Государственный мемориальный музей Булата Окуджавы в Переделкине был основан 22 августа 1998 года, открыт 31 октября 1999 года. Расположен на территории Внуковского поселения в Новомосковском административном округе Москвы, Переделкино, ул. Довженко, 11.
- В 1997 году была учреждена Государственная премия имени Булата Окуджавы[50].
- С 14 апреля 1998 года московская школа № 69 носит имя Б. Ш. Окуджавы[51].
- Культурный центр «Дом Окуджавы» в Нижнем Тагиле с музейной экспозицией был открыт в мае 2017 года в здании, где в 1930-х годах жила семья Булата Окуджавы[52].
- В честь Булата Окуджавы назван лайнер Боинг-737 (бортовой номер VP-BKN) авиакомпании «Аэрофлот — Российские авиалинии»[53].
- В честь Булата Окуджавы в 2013 году названа улица в московском жилом районе Переделкино Ближнее Внуковского поселения Новомосковского административного округа.
- Дом Булата - культурный центр на Арбате (Москва, Плотников переулок, 21, строение 1).

### Памятники
- 8 мая 2002 года в Москве был открыт первый памятник Булату Окуджаве. Монумент установлен на углу Арбата и Плотникова переулка.
- 8 сентября 2007 года был открыт второй памятник Окуджаве в Москве — во дворе Центра образования № 109. Автор обеих скульптур — Георгий Франгулян.
- В честь 80-летия поэта в калужской школе № 5 открыт барельеф Окуджавы[19].
- 9 мая 2015 в Нижнем Тагиле, на фасаде школы № 32 открыта мемориальная доска в память о Б. Ш. Окуджаве, учившемся в её стенах в 1936—1937 годах[54].

### Фестивали и конкурсы имени Булата Окуджавы
- Международный фестиваль Булата Окуджавы.
- Ежегодный московский фестиваль «И друзей созову…», посвящённый Булату Окуджаве.
- Открытый городской конкурс патриотической авторской песни имени Булата Окуджавы, Пермь.
- Израильский международный фестиваль памяти Булата Окуджавы.
- Всероссийский фестиваль авторской песни и поэзии «Песня Булата в Колонтаево».
- Всероссийский фестиваль авторской песни и поэзии «Песня Булата на Байкале»[55].
- Всероссийский фестиваль-конкурс «Возьмемся за руки, друзья», Нижний Тагил
- Ежегодный фестиваль «Синий Троллейбус» в штате Нью-Йорк, США[источник?]

## Творческое наследие

### Наиболее известные песни
| Год написания | I строка                                                 | Название                          | Примечания |
| 1946/1947     | Неистов и упрям, гори, огонь, гори…                      | Неистов и упрям                   | Использована в фильме «На ясный огонь» (1975); исполняет Т. Доронина                                                                                              |
| 1957          | Надежда, я вернусь тогда, когда трубач отбой сыграет…    | Сентиментальный марш              | Посвящается Е. Евтушенко. Использована в фильме «На ясный огонь» (1975); исполняет Т. Доронина                                                                    |
| 1958          | Ах, война, что ж ты сделала, подлая…                     | До свидания, мальчики             | Посвящается Б. Балтеру. Использована в одноимённом фильме «До свидания, мальчики» (1964)                                                                          |
| 1960          | По Смоленской дороге — леса, леса, леса…                 | По Смоленской дороге              | Посвящается Жанне Болотовой |
| 1960          | Из окон корочкой несёт поджаристой…                      | Ах, Надя, Наденька                | Посвящается Е. Рейну. Вариант I строки: «Из окон корочкой несёт поджаренной…»                                                                                     |
| 1963          | Когда внезапно возникает ещё неясный голос труб…         | Маленький оркестрик               | Посвящается Белле Ахмадулиной |
| 1966          | Простите пехоте…                                         | Песенка о пехоте                  | Др. название: «Воспоминание о пехоте». В кинофильме «Июльский дождь» песню исполнял Ю. Визбор                                                                     |
| 1966          | Синяя крона, малиновый ствол…                            | Прощание с новогодней ёлкой       | Посвящается Зое Крахмальниковой |
| 1967          | Виноградную косточку в тёплую землю зарою…               | Грузинская песня                  | Посвящается Михаилу Квливидзе. Исполняется не спеша |
| 1967          | Поднявший меч на наш Союз достоин будет худшей кары…     | Союз друзей                       | Др. названия: «Старинная студенческая песня»; «Возьмёмся за руки, друзья». Исполняется торжественно. Использована в фильме «Непрофессионалы» (1985)               |
| 1967          | Пока Земля ещё вертится…                                 | Молитва                           | Др. название — «Молитва Франсуа Вийона» |
| 1967          | Ваше благородие, госпожа удача…                          | Ваше благородие, госпожа удача    | Из кинофильма «Белое солнце пустыни». Музыка Исаака Шварца; исполняет Павел Луспекаев                                                                             |
| 1971          | Здесь птицы не поют…                                     | Нам нужна одна победа             | Посвящается Ан. Смирнову. Песня из кинофильма «Белорусский вокзал». Исполняет Нина Ургант и (…). Др. название — «Мы за ценой не постоим»                          |
| 1973          | У Курского вокзала стою я, молодой…                      | Песенка беспризорника             | Из фильма «Кортик». Композитор С. Пожлаков |
| 1973          | Что легенды нам о боге…                                  | Ты гори, мой костёр               | Из фильма «Кортик». Композитор С. Пожлаков |
| 1974          | Женюсь, женюсь, какие могут быть игрушки?…               | Женюсь                            | Из кинофильма «Соломенная шляпка». Композитор И. Шварц; исполняет Андрей Миронов                                                                                  |
| 1974          | Один корнет задумал славу прекрасным днём добыть в бою…  | Песенка о несостоявшихся надеждах | Из фильма «Соломенная шляпка». Композитор И. Шварц; исполняют Людмила Гурченко и Зиновий Гердт. Др. название: «Песенка о корнете»                                 |
| 1975          | Сумерки. Природа. Флейты голос нервный. Позднее катанье… | Батальное полотно                 | |
| 1975          | Кавалергарда век недолог…                                | Песенка кавалергарда              | Из фильма «Звезда пленительного счастья». Музыка И. Шварца |
| 1975          | Пока живут на свете хвастуны…                            | Песня лисы Алисы и кота Базилио   | Из музыкального фильма «Приключения Буратино». Композитор Алексей Рыбников; исполняют Елена Санаева и Ролан Быков. Др. название: «О хвастунах, жадинах и дураках» |
| 1975          | Не прячьте ваши денежки по банкам и углам…               | Песня о Поле Чудес                | Из фильма «Приключения Буратино». Композитор Алексей Рыбников; исполняют Е. Санаева и Р. Быков                                                                    |
| 1975          | Давайте восклицать, друг другом восхищаться…             | Пожелание друзьям                 | Посвящается Юрию Трифонову. Др. название — «Пожелание». Исполняется не спеша.                                                                                     |
| 1975          | А мы с тобой, брат, из пехоты…                           | Бери шинель, пошли домой          | Из фильма «От зари до зари» (музыка В. Левашова). Также звучит в фильмах «Аты-баты, шли солдаты…» (1977) и «Т-34» (2019)                                          |
| 1980          | О Володе Высоцком я песню придумать решил…               | О Володе Высоцком                 | Посвящается памяти В. Высоцкого. Вариант I строки: «О Володе Высоцком я песню сложил…»                                                                            |
| 1982          | Римская империя времени упадка…                          | Римская империя                   | |
| 1982          | Как наш двор ни…                                         | —                                 | В песне обыгрывается легенда о якобы украденном железнодорожном вагоне с I изданием сборника «Нерв» В. Высоцкого                                                  |
| 1982          | Ещё он не сшит, твой наряд подвенечный…                  | Любовь и разлука                  | Романс на музыку И. Шварца из фильма «Нас венчали не в церкви» |
| 1984          | Жаркий огонь полыхает в камине…                          | Дождик осенний                    | Романс из фильма «Капитан Фракасс», на музыку И. Шварца, исполняет Е. Камбурова. Также звучит в сериале «С новым счастьем» и в фильме «Турецкий гамбит»           |

### Опубликованные произведения
Избранные произведения в 2 томах. — М.: Современник, 1989.
- Т. 1: Бедный Авросимов; Свидание с Бонапартом. — [Вступ. ст. Г. А. Белой, с. 3—24]. — 528 с.; портр.; в пер. — ISBN 5-270-00484-4.
- Т. 2: Похождения Шипова, или Старинный водевиль; Автобиографические повествования. — 413 с.; в пер. — ISBN 5-270-00485-2.

#### Сборники поэзии
- Лирика [Стихотворения и поэма «Весна в октябре»]. — Калуга: Изд-во газеты «Знамя», 1956. — 64 с.
- Острова. — М.: Советский писатель, 1959. — 91 с.
- Будь здоров, школяр : Стихи (опубл. и неопубл.) / [Под ред. и со вступ. ст. Н. Тарасовой]. — Frankfurt / Main: Посев, 1964. — XIV, 206 с. : портр.
- Веселый барабанщик. — М.: Советский писатель, 1964. — 105 с.
- По дороге к Тинатин. — Тбилиси: Литература да хеловнеба, 1964. — 150 с.
- Будь здоров, школяр : Стихи (опубл. и неопубл.) / [Под ред. и со вступ. ст. Н. Тарасовой]. — 2-е изд. — Frankfurt / Main: Посев, 1964. — XIV, 206 с. : портр.
- Март великодушный. — М.: Советский писатель, 1967. — 144 с. — 40 000 экз.
- 20 piosenek na głos i gitarę. — Krakow: PWM, 1973 (Польша).
- «Арбат, мой Арбат» — Худож. Вл. Медведев. [Фото Арбата 1932 года работы А. Родченко]. — М.: Советский писатель, 1976. — 128 с.: портр. — 128 с. — 50 000 экз.
- В сборниках «Песни русских бардов». Тексты. Серия 1-4. // Составитель В. Аллой; оформление Льва Нусберга. — Paris: YMCA-Press, 1977-78 (тексты ~ 77 песен)
- «65 песен» — Ann Arbor, Ardis, 1980 и 1986 (США)
- «Стихотворения» — Худож. В. Муравьева. — М.: Советский писатель, 1984. — 270 с.: цв. ил.
- «Посвящается вам» — М.: Советский писатель, 1988. — 144 с. — 200 000 экз. ISBN 5-265-00044-5
- «Песни Булата Окуджавы. Мелодии и тексты» — М.: Музыка, 1989
- «Избранное» — М.: Московский рабочий, 1989. — 336 с. — портр.; в пер. — 50 000 экз. — ISBN 5-239-00641-5
- «Милости судьбы» — [худож. А. Кущенко]. — М.: Московский рабочий, 1993. — 191 с. — 75 000 экз. — ISBN 5-239-01571-6
- «Зал ожидания» — [Послесл. В. Баранова] — Нижний Новгород: ДЕКОМ, 1996. — 106 с. портр.: ил. — ISBN 5-8005-0057-6
- «Чаепитие на Арбате» — [Худож. Г. Ваншенкина]. — М.: ПАN, 1996. — 638 с.: ил.; в пер. — ISBN 5-85030-052-X
- «Чаепитие на Арбате» — [Худож. Г. Ваншенкина]. — М.: Фирма «Корона-принт», 1997. — 574 с.: ил.; в пер. — ISBN 5-85030-052-X
- «Стихотворения» — СПб.: Академический проект, 2001 (серия «Новая библиотека поэта»)
- «Арбатский дворик» [стихи и песни] — М.: Зебра Е, 2006. — 704 с.; 5000 экз.; ISBN 5-94663-317-1 (Мировая классика)
- «Арбатский дворик» — М.: АСТ: Зебра Е, 2007. — 383 с.; ISBN 978-5-17-045705-2

#### Серия «Великие поэты»
- Музыка души: Стихотворения. — М.: Комсомольская правда: НексМедиа, 2012. — 238 с.: ил. (Великие поэты; 50)

#### Переводы
- Мирнели, Мириан. Горная тропа: Стихи / пер. с. груз. Б. Окуджавы. — М.: Советский писатель, 1965. — 62 с.: ил.
- Варужан, Даниэл. Стихи / пер. с арм. Б. Окуджавы. — М.: Художественная литература, 1984. — 222 с.: ил.; В пер.

#### Проза
- «Будь здоров, школяр!» — Тарусские страницы. Литературно-художественный сборник — Калуга: Калужское книжное издательство, 1961 — сс. 50-75.
- «Фронт приходит к нам» — М.: Детская литература, 1967
- «Бедный Авросимов» (1969, в некоторых последующих изданиях — «Глоток свободы»)
- «Похождения Шипова, или Старинный водевиль» — М.: Советский писатель, 1975
- «Глоток свободы» — М.: Политиздат, 1971 (серия «Пламенные революционеры»)
- «Прелестные приключения» — Тбилиси, 1971

(То же — М., Лайда, 1993)
(То же — М., Вадим Синема, 2005)
(То же — М., Время, 2016)
- «Путешествие дилетантов» — М.: Советский писатель, 1979 (В США издан под названием «Ноктюрн» без согласия автора на изменение названия)[57]
- «Избранная проза» — М.: Известия, 1979
- «Свидание с Бонапартом» — М.: Советский писатель, 1985
- «Девушка моей мечты» — М.: Московский рабочий, 1988
- «Искусство кройки и шитья» — М.: Советский писатель, 1990
- «Приключения секретного баптиста» — М., 1991
- «Повести и рассказы» — М.: АРТ, 1992
- «Похождения Шипова» — М.: Дружба народов, 1992
- «Заезжий музыкант» — М.: Олимп, 1993
- «Упразднённый театр» — М.: изд. Русанова, 1995

Прозу Окуджавы подверг едкой критике писатель Владимир Бушин. Смешная статья «Кушайте, друзья мои» о повести «Бедный Авросимов» и романе «Путешествие дилетантов» была опубликована в журнале «Москва», 1979, № 7. Окуджава утверждал, что с ним сводит счёты целая бригада ненавистников, которым Бушин позволил использовать своё имя. На Бушина ополчилась большая часть писательской братии.
«Я с фактами в руках показал, что популярный поэт не в ладу с русским языком (например, путает слова „навзничь“ и „ничком“), оплошен в истории (путал зуавов с зулусами) и плохо знает старый русский быт (утверждал, что русские люди любили заниматься любовью, положив под матрац взведённый пистолет), уверял, что перлюстрация писем процветала исключительно в России, хотя хорошо известно, что за границей перлюстрировали письма не только Энгельса к Марксу, но даже Екатерины Великой к Вольтеру, и т. д.», — пояснял Владимир Сергеевич.
«Характерно, что один из важнейших эпизодов романа — бегство героев — начинается фразой: „Мы были у Гостиного двора в двенадцать часов пополудни“. Судя по всему, автор хотел сказать „в двенадцать часов дня“, „в полдень“, но перо, привычное к ночным сценам, само невольно перенесло действие в полночь: ведь хотя так никто и не говорит — „двенадцать часов пополудни“, но по прямому грамматическому смыслу эти слова могут означать только одно — полночь, — иронизировал в статье Бушин. — Некий „батюшка Никитский над покойником читал акафист“? Ведь, во-первых, акафист не читают, а поют; во-вторых, акафист — это не заупокойная служба по усопшему, это торжественно-хвалебная служба в честь Христа, Богоматери, святых угодников; в-третьих, над покойниками не акафисты поют, а псалтырь читают. Немыслимо представить, чтобы исторический романист, знаток русской старины путал поминки с панихидой, а псалтырь с акафистом».

#### Нотные публикации
«Товарищ песня». — Кишинёв: изд. «Литература Артистикэ», 1980.— С. 18-21, 174—176.

#### Другое
- «Глоток свободы» (1966; пьеса)

### Киносценарии
- «Верность» (1965; в соавторстве с П. Тодоровским; постановка: Одесская киностудия, 1965)
- «Женя, Женечка и „катюша“» (1967; в соавторстве с В. Мотылём; постановка: Ленфильм, 1967) М.: Искусство, 1968
- «Частная жизнь Александра Сергеича, или Пушкин в Одессе» (1966; в соавторстве с О. Арцимович; фильм не поставлен)
- «Мы любили Мельпомену…» (1978; в соавторстве с О. Арцимович; фильм не поставлен)

### Фильмография

#### Кинороли
- 1962 — Цепная реакция — пассажир автобуса
- 1963 — Застава Ильича («Мне двадцать лет») — камео — участник поэтического вечера (нет в титрах)
- 1967 — Женя, Женечка и «катюша» — военный на встрече Нового Года (нет в титрах)
- 1975 — Звезда пленительного счастья — капельмейстер на балу (нет в титрах)
- 1976 — Ключ без права передачи — декламатор стихов о Пушкине
- 1976 — Строговы — офицер
- 1985 — Законный брак — пассажир в поезде
- 1986 — Храни меня, мой талисман — камео

#### Песни в кинофильмах
- 1961 — «Горизонт» — песни «Дежурный по апрелю», «До свидания, мальчики» (исполняет Гелий Сысоев)
- 1961 — «Друг мой, Колька!» — текст песен «Веселый барабанщик» (солист Гена Чернецов), «Над морем, над сушей…» (Детский хор НИИ художественного воспитания АПН СССР под управлением Владислава Соколова)
- 1962 — «Цепная реакция» — первое появление на экране и исполнение песни «Последний троллейбус», песни «Последний причал» (Майя Кристалинская), «Пускай спадет с моей души годов завеса…» (Эммануил Нэлин)
- 1963 — «Застава Ильича» — песня «Сентиментальный марш» в авторском исполнении
- 1963 — «Шурка выбирает море» — песня «Нас море ждет» в авторском исполнении
- 1964 — «Возвращённая музыка» — песни «Плывут дома, как корабли…» и «Пускай твердят иные остряки…»
- 1966 — «Июльский дождь» — «Песня о пехоте»
- 1966 — «Не самый удачный день» — песня «До свидания, мальчики»
- 1967 — «Женя, Женечка и „катюша“» (соавтор сценария, эпизодическая роль) — текст песни «Капли датского короля» (Александр Кавалеров, Булат Окуджава)
- 1969 — «Белое солнце пустыни» — текст песни «Ваше благородие, госпожа Удача» (Павел Луспекаев)
- 1969 — «Семейное счастье» — песня «Зачем мы перешли на „ты“?»
- 1970 — «Белорусский вокзал» — автор мелодии и текста песни «Нам нужна одна победа» (Нина Ургант, марш в оркестровке Альфреда Шнитке).
- 1971 — «Кража» — тексты песен «Лесной вальс» («Музыкант в лесу под деревом наигрывает вальс…») и «В переулке музыка слышна…» (Владимир Скибенко)
- 1971 — «Расскажи мне о себе» — текст песни «А годы уходят, уходят…» в авторском исполнении
- 1973 — «Капитан» — текст «Песенки про море» (Ролан Быков)
- 1973 — «Исполняющий обязанности» — песня «Зачем мы перешли на „ты“?»
- 1973 — «Кортик» — тексты «Песни красноармейца» («Вслепую пушка лупит…») и «Песни беспризорника» («У Курского вокзала стою я, молодой…»)
- 1974 — «Бронзовая птица» — текст песни «Ты гори, гори, мой костёр»
- 1974 — «Последнее лето детства» — текст «Песенки чечёточника» (Симон Симаров)
- 1974 — «Соломенная шляпка» — тексты песен «Женюсь» и др.
- 1974 — «Романс о влюблённых» — тексты песен «Любовь», «Песня о дружбе», «Возвращение»
- 1975 — «Звезда пленительного счастья» — тексты песен
- 1975 — «На ясный огонь» — песни «Когда внезапно затихает…», «Неистов и упрям…», «Надежда, я вернусь», «Мой конь» и др.
- 1975 — «Приключения Буратино» — тексты 7 песен из 13
- 1975 — «От зари до зари» — песня «Бери шинель, пошли домой»
- 1975 — «Последняя жертва» — песня «В нашем старом саду»
- 1976 — «Жизнь и смерть Фердинанда Люса» — «Песня» («Не верю в бога и судьбу…»)
- 1976 — «Эквилибрист» — текст песни «Цирк»
- 1977 — «Аты-баты, шли солдаты…» — песня «Бери шинель, пошли домой»
- 1977 — «Беда» — песня «Я вновь повстречался с Надеждой…» в авторском исполнении
- 1977 — «Ключ без права передачи» — песня «Давайте восклицать»
- 1979 — «Жена ушла» — песня «Ещё один романс»
- 1980 — «До свидания, лето…» — песни «Песенка об Арбате», «Песенка шарманщика»
- 1980 — «Поздние свидания» — песня «Дальняя дорога»
- 1981 — «Грибной дождь» — песня «Старинная солдатская песня»
- 1982 — «Покровские ворота» — песни «Живописцы», «Песенка об Арбате», «Часовые любви»
- 1982 — «Нас венчали не в церкви» — текст песни «Любовь и разлука» (Елена Камбурова)
- 1982 — «Оставить след» — песня «Есть муки у огня»
- 1983 — «Из жизни начальника уголовного розыска» — песни «Пиратская лирическая» и «Песня про дураков» (Леонид Филатов)
- 1983 — «Человек на полустанке» — песня «Шла война к тому Берлину…» (Олег Ануфриев)
- 1984 — «Капитан Фракасс» — песни «Дождик осенний», «Надежды крашенная дверь», «Ах, как летят за днями дни» (музыка Исаака Шварца), «Вот какая-то лошадка»
- 1984 — «Милый, дорогой, любимый, единственный» — песня «Стать богатеем иной норовит»
- 1984 — «Невероятное пари, или Истинное происшествие, благополучно завершившееся сто лет назад» — песня «Романс Книгиной» (Ирина Муравьева)
- 1985 — «Непрофессионалы» — песни «Живописцы», «Возьмёмся за руки, друзья»
- 1985 — «Законный брак» — песни «После дождичка небеса просторней…», «Эта женщина в окне» («Не сольются никогда зимы долгие и лета…»)
- 1985 — «Пароль знали двое» — текст песни «Примета» (Алексей Булдаков)
- 1986 — «Плюмбум, или Опасная игра» — песня «Союз друзей»
- 1986 — «Тайны мадам Вонг» — автор песни «Солнышко сияет, музыка играет…»
- 1986 — «Храни меня, мой талисман» — песни «Приезжая семья фотографируется у памятника Пушкину» и «Не думал я, что жизнь поделена…» в авторском исполнении
- 1993 — «Эта женщина в окне…» — использована одноимённая песня
- 1999 — сериал «С новым счастьем!» — текст песни «Дождик осенний» (Ирина Муравьёва)
- 2004 — «Медная бабушка» — песня «Былое нельзя воротить»
- 2005 — «Турецкий гамбит» — текст песни «Дождик осенний» (Ольга Красько)
- 2019 — «Т-34» — песня «Бери шинель, пошли домой»

#### Документальные фильмы
- «Я помню чудное мгновенье» (Ленфильм)
- «Мои современники», Лентелефильм, 1984
- «Два часа с бардами», Мосфильм, 1988
- «И не забудь про меня», Российское телевидение, 1992
- «Я легкомысленный грузин!», РЕН ТВ, 1994 (документальный фильм Эльдара Рязанова)
- «Те, с которыми я… Булат Окуджава», Россия-Культура, 2020 (авторская программа Сергея Соловьёва о Булате Окуджаве)
- «Давайте понимать друг друга с полуслова…», Первый канал, 10 мая 2024[60]

### Дискография
Грампластинки
- Песни Булата Окуджавы. Мелодия, 1966. Д 00016717-8[61]
- Boulat Okoudjava. (Le Chant Du Monde, Франция, 1972. LDX 74358)
- Булат Окуджава. Песни. Мелодия, 1973. 33Д-00034883-84
- Булат Окуджава. Песни (стихи и музыка). Исполняет автор. Мелодия, 1976. М40 38867
- Песни на стихи Булата Окуджавы. Мелодия, 1978. М40 41235
- Булат Окуджава. Песни. Мелодия, 1978. Г62 07097
- Boulat Okoudjava. Le Soldat en Papier (Le Chant Du Monde, Франция, 1980. LDX 74743)
- Булат Окуджава. Песни. Исполняет Булат Окуджава. Мелодия, 1981. С60 13331
- Окуджава Булат. Песни и стихи о войне. Мелодия, 1985
- Булат Окуджава. Поети с китари (Балкантон, Болгария, 1985. ВТК 3804)
- Булат Окуджава. Песни и стихи о войне. Исполняет автор. Запись всесоюзной студии грамзаписи и фонограммы кинофильмов 1969—1984 годов. Мелодия, 1985. М40 46401 003
- Окуджава Булат. Новые песни. Запись 1986 г. Мелодия, 1986. С60 25001 009
- Булат Окуджава. Песенка, короткая, как жизнь сама… Исполняет автор. Запись 1986 г. Мелодия, 1987. С62 25041 006
- Песни на стихи Булата Окуджавы из кинофильмов. Мелодия

Кассеты
- Булат Окуджава. Пока земля ещё вертится. Записи М. Крыжановского 1969—1970. По лицензии SoLyd Records. ТОО «Московские окна», 1994. МО 005

Компакт-диски
- Булат Окуджава. Пока земля ещё вертится. Записи М. Крыжановского 1969—1970. SoLyd Records, 1994. SLR 0008
- Булат Окуджава. А как первая любовь… По лицензии Le Chant du Mond, запись 1968. SoLyd Records, 1997. SLR 0079

Альбомы
- Переиздание французского альбома Булата Окуджавы, записанного в студии Le Chant du Monde в 1967 году
- Первый советский альбом Булата Окуджавы. Запись 1974—1975, выпуск 1976 года
- Второй советский альбом Булата Окуджавы. Запись и выпуск 1978 года
- Альбом «Автор исполняет новые песни», середина 1980-х
- трибьют-альбом Борис Гребенщиков поёт песни Булата Окуджавы, 1999